# Satoshi Shiki
Satoshi Shiki ( (士貴智志?, Shiki Satoshi); 20 novembre 1970) è un fumettista giapponese. famoso per aver creato le serie Kamikaze e RIOT of the world.
È affermato inoltre come autore di manga hentai, influenza che caratterizza anche i suoi lavori non erotici, e come collaboratore alla light novel Shingeki no Kyojin: Before the fall, prequel de L'attacco dei giganti, sulla rivista Monthly Shōnen Sirius.

## Opere
- Kamikaze (1998-2003)
- RIOT of the world: manga fantawestern pubblicato nel 1998 in due volumi su Ultra Jump.
- Daphne in the brilliant blue: manga basato sull'anime omonimo, pubblicato su YOUNG OUR's dal 2004 al 2008.
- XBlade e il suo sequel XBlade Cross, creati in collaborazione con Tatsuhiko Ida. Si tratta di uno shōnen fantasy/soprannaturale pubblicato su Monthly Shōnen Sirius a partire dal 2007. La prima serie conta 12 volumi.
- Genjū suwa: in collaborazione con Mikumo Gakuto, pubblicato tra 2011 e 2012.
- Betsu Ani! (2012)
- Persona × Detective Naoto: in collaborazione con Natsuki Mamiya e Atlus, pubblicato tra 2012 e 2014.
- Attack on Titan: Before the Fall: in collaborazione con Ryo Suzukaze (storia) e Thores Shibamoto (character design). Pubblicato tra 2013 e 2019, è uno spin-off de L'attacco dei giganti.
- Dororo e Hyakkimaru - La leggenda: remake del manga originale di Osamu Tezuka, è basato sulla serie anime andata in onda nel 2019. La pubblicazione è iniziata nel 2020.